# Saelices el Chico
Saelices el Chico è un comune spagnolo di 161 abitanti situato nella comunità autonoma di Castiglia e León.